# Klasztor św. Józefa we Lwowie
Klasztor św. Józefa – kompleks dawnych budynków sakralnych przy ulicy Mykoły Łysenki 47-49 (dawniej Kurkowa) we Lwowie, do 1946 należał do Zgromadzenia Sióstr Świętego Józefa, które prowadziły tu zakład opieki dla nieuleczalnie chorych.

## Historia
Zgromadzenie Sióstr Świętego Józefa (józefitek) powstało w 1884 we Lwowie z inicjatywy ks. Zygmunta Gorazdowskiego, który zakupił parcelę z niewielkim budynkiem. W 1885 budynek ten rozebrano i w jego miejscu wybudowano pierwszą część klasztoru według projektu Karola Ptaszka, zawierała ona cele zakonne i sale szpitalne dla chorych. W 1888 rozpoczęto rozbudowę części klasztornej razem z kaplicą, a dziewięć lat później powstał nowicjat i szpital oraz furta i budynek dla gości. W 1900 budynek nowicjatu zajęła część szpitalna, natomiast nowicjat przeniesiono do przebudowanego według projektu Jana Lewińskiego budynku hospicjum. W 1927 zgodnie z założeniami Czesława Thullie dokonano przebudowy i rozbudowy kaplicy. Pomiędzy 1932 a 1933 wybudowano nową kaplicę zaprojektowaną przez Kaliksta Krzyżanowskiego i Czesława Müllera. W 1946 zakon zmuszono do opuszczenia zabudowań, umieszczono tam dom dziecka, a w późniejszym czasie szkołę specjalną i szpital.

## Architektura
Kompleks zabudowań klasztornych składa się z pięciu budynków. Główny budynek jest piętrowy, posiada boniowanie, ozdobne oprawy okien i szerokie belkowanie. Nowicjat również jest piętrowy, posiada wysoką suterenę. Dom dla nieuleczalnie chorych został zbudowany na planie litery L, na trzy kondygnacje, posiada wysoki dach z okapem na kroksztynach. Dom zakonny posiada jedno piętro, przylega do niego stara kaplica jako ryzalit. Nowa kaplica wybudowana z surowej cegły w stylu modernizmu łączy się z domem chorych.